# Hedwig Kym
Hedwig Kym (* 27. Mai 1860 in Zürich; † 31. August 1949 in Neerach) war eine Schweizer Lyrikerin  und Frauenrechtlerin.

## Leben
Hedwig Kym war die Tochter des Philosophieprofessors Andreas Ludwig Kym und der Anna, geborene Biedermann. Sie wuchs in Zürich auf, wo sie 1883 an der Universität Meta von Salis begegnete, mit der sie dann eine lebenslange Freundschaft verband. Mit ihr zusammen kämpfte sie für bessere Bildungschancen und die Gleichberechtigung der Frauen. Ab 1887 waren die beiden Frauen zusammen, ab 1904 verbrachten sie einige Jahre auf Capri. 1910 verheiratete sich Hedwig Kym mit Ernst Feigenwinter. Aus diesem Anlass konvertierte sie und wurde katholisch. Mit Feigenwinter und von Salis zusammen wohnte sie in Basel. Später lebte sie in Neerach. Sie publizierte Gedichtbände und Dramen, aber auch Artikel für die Zeitschrift Die Philanthropin, die von Caroline Farner herausgegeben wurde. Kym gehörte zu den allerersten Frauen, die 1894 ordentliches Mitglied einer Lesegesellschaft, nämlich der Museumsgesellschaft Zürich  wurde.

## Werke
- Gedichte. München 1887.
- mit Meta von Salis-Marschlins: Lieder und Sprüche. München 1892.
- Die Jungfrau. Dramatische Dichtung. 1898.
- Neue Gedichte. 1900.
- Balladen aus der Schweiz. Zürich 1910.
- In Memoriam Meta von Salis. Gedichte. Zürich 1929.
- Im Ring der Jahre. Gedichte. 1934.
- Doppeltragödie. I. Teil: Der Farnersche Stier. II. Teil: Der Niobiden Untergang. Basel 1935.
- Stunden des Tages und Stunden der Nacht. Ausgewählte Gedichte. Basel 1938.